# Charles Givelet
Charles Givelet, né le 29 juillet 1822 à Reims et mort le 15 septembre 1903 dans la même ville, est un archéologue et historiographe rémois. Il participa activement aux travaux de l’Académie Nationale de Reims et publia de nombreux ouvrages en relation avec les bâtiments et monuments de Reims.

## Biographie
Charles Prosper Givelet, né à Reims le 29 juillet 1822, est le fils de Charles Givelet (1794-1843), fabricant et manufacturier, et de Louise Julie Assy (1801-1864).
Il a été un membre très actif de l'Académie nationale de Reims et de la Société nationale des antiquaires de France.
Il décède à Reims, le 15 septembre 1903.

## Publications
- Répertoire archéologique de l'arrondissement de Reims, publié sous les auspices de l'Académie de Reims. Communes de l'arrondissement de Reims par Ch. Givelet, H. Jadart et L. Demaison, Edité par L. Michaud. Reims, (1885)
- L'église Saint-Maurice de Reims : son architecture, ses œuvres d'art, ses inscriptions, Ch.Givelet, H.Jadart, 1887,
- L'église et l'abbaye de Saint-Nicaise de Reims, notice historique et archéologique depuis leurs origines jusqu'à leurs destructions, Givelet et Charles, 1896,
- Le Mont Notre-Dame. Histoire et description (église des XIIe, XIVe et XVe s. et château), Givelet et Charles, 1863

.

## Œuvres et dessins

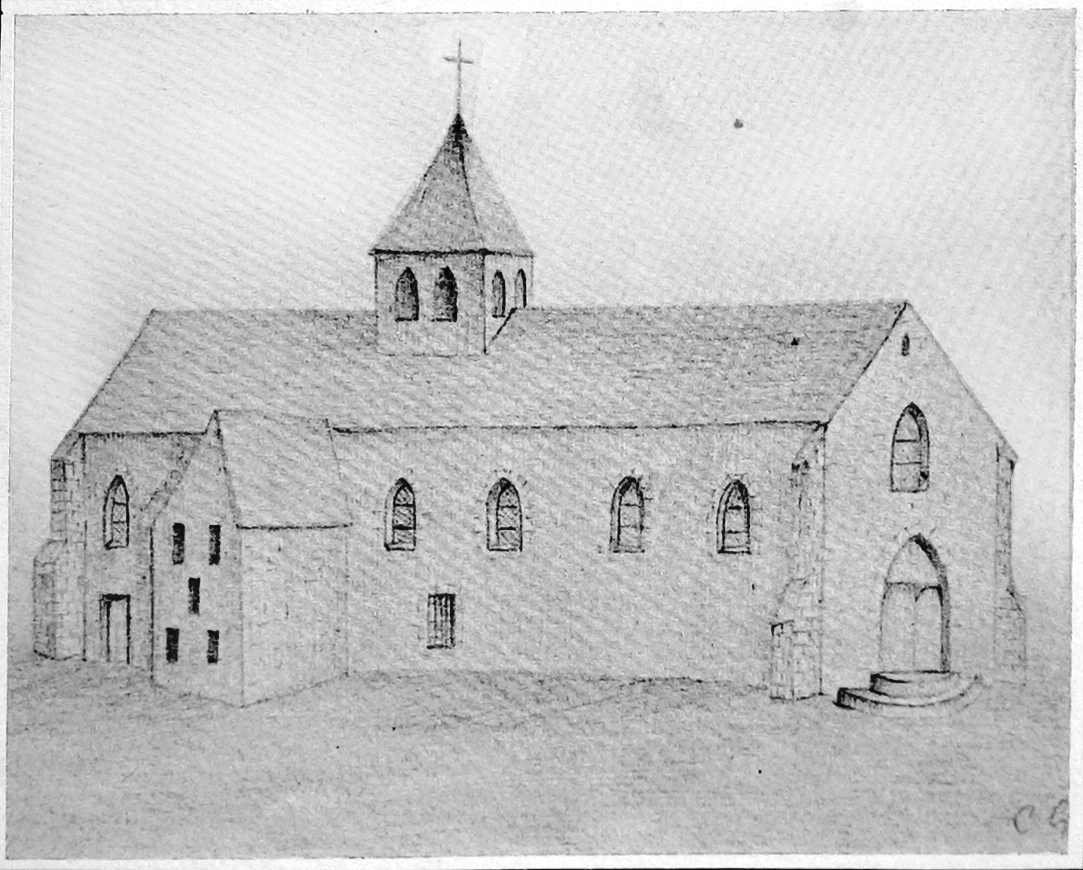
Église Sainte-Balsamie.
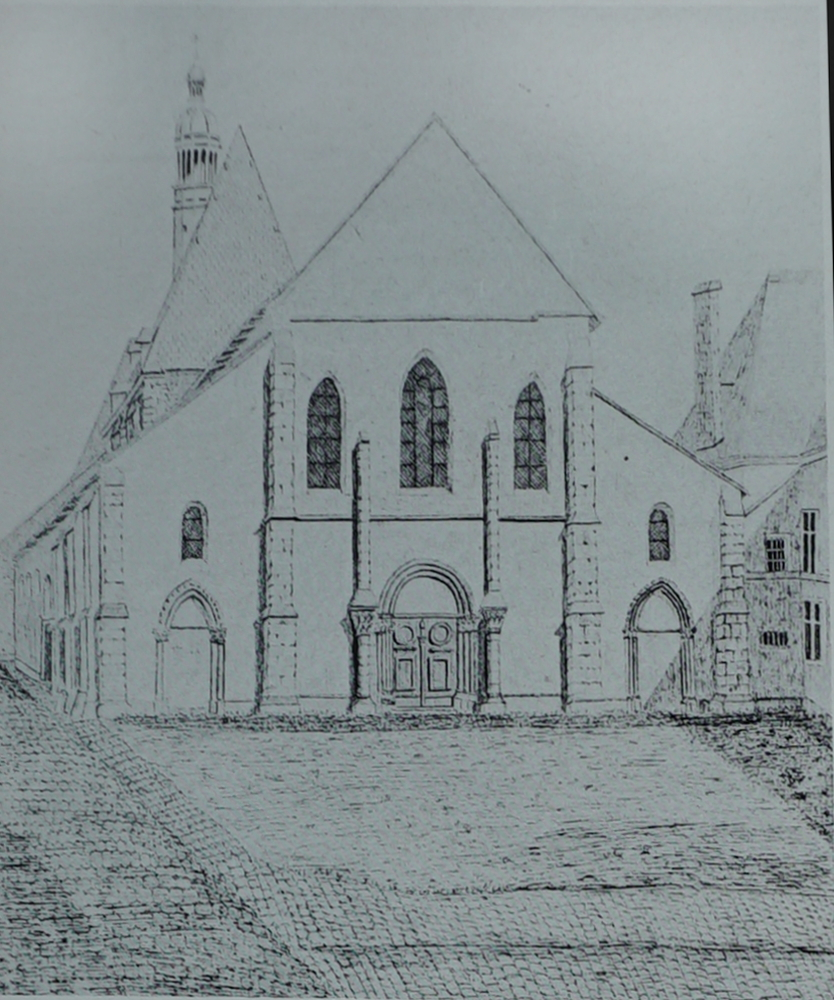
Façade romane de l’église Saint-Maurice.
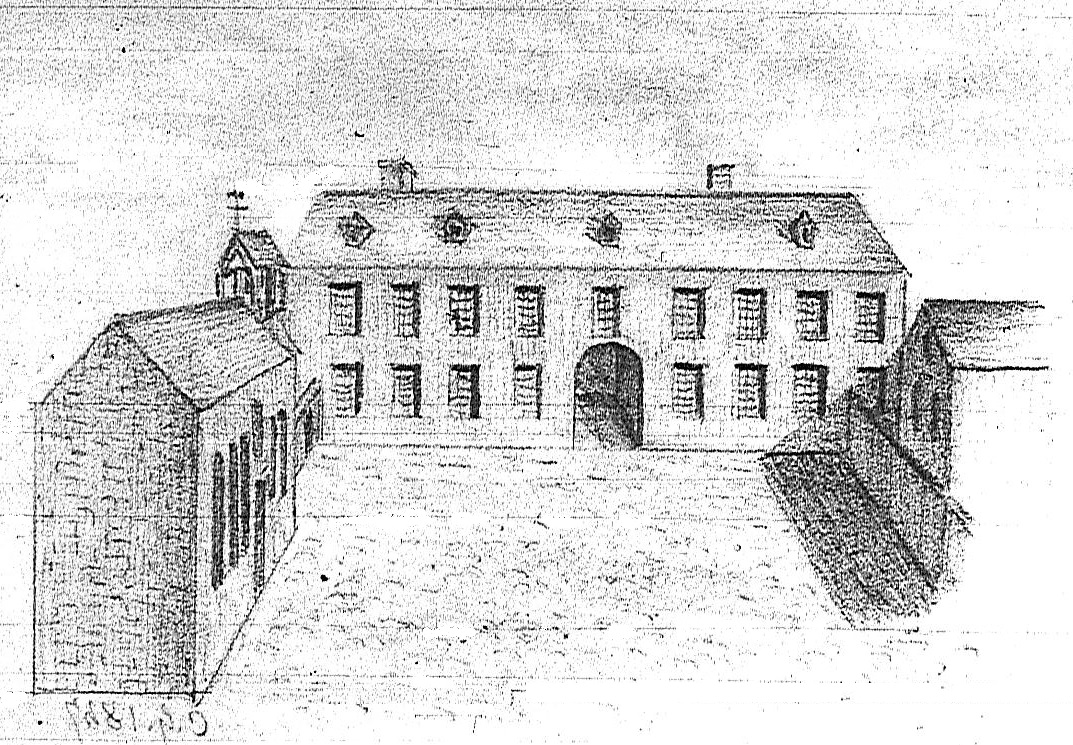
Facade de l’hôpital Saint-Marcoul.
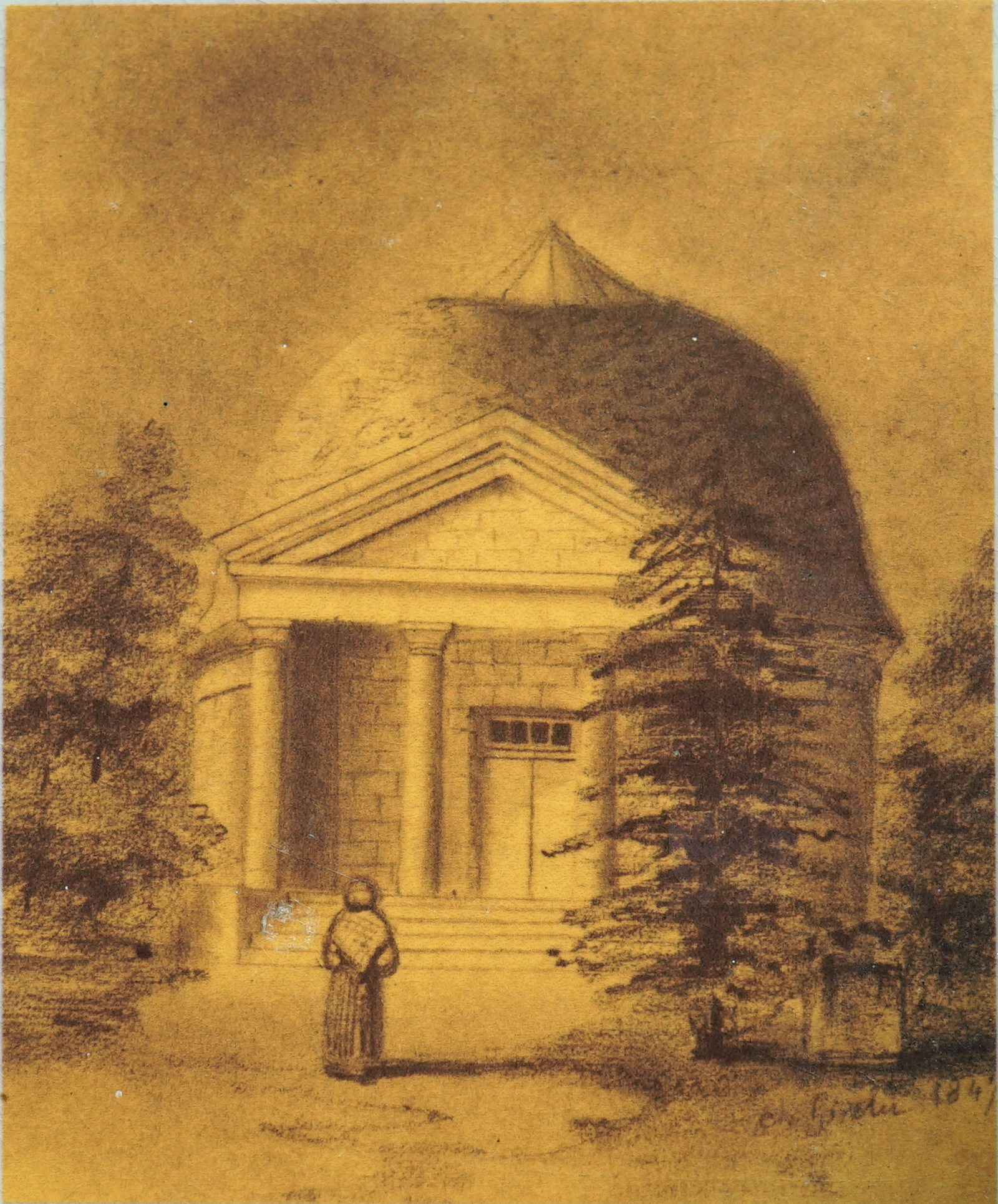
Chapelle Sainte-Croix.

## Autres activités
- membre de l'Académie Nationale de Reims,
- membre de la Société nationale des antiquaires de France.